# 土曜アンコールアワー
『土曜アンコールアワー』（どようアンコールアワー）は、1978年4月1日から1979年3月17日までテレビ朝日が編成していた単発特別番組枠である。編成時間は毎週土曜 13:00 - 14:25 （日本標準時）。

## 概要
『水曜スペシャル』で放送された単発番組の再放送を行っていた枠である。
1979年春の改編で、『土曜ワイド劇場』などの2時間ドラマの再放送を中心にした『土曜アンコール劇場』へとリニューアルしたが、同枠も引き続き『水曜スペシャル』放送番組の再放送を行うことがあった。

## 放送番組
- 春だヨ!番組対抗オールスター爆笑ゲーム大会（4月1日）
- 輝け!日本一人間大会（4月8日）

- 緊急特集!“宇宙からのメッセージ”（4月29日）
- 新横綱誕生!おめでとう若三杉（5月29日） - 大関・若三杉が第56代横綱・二代目若乃花に昇進したことを記念して放送された番組。
- ちびっこものまね紅白歌合戦
- ほか